# Copa de la Liga de Inglaterra 2020-21
La Copa de la Liga de Inglaterra 2020-21 fue la temporada número 61 de la Copa de la Liga de Inglaterra. También conocida como Carabao Cup por motivos de patrocinio, la competición está abierta a todos los clubes que participan en la Premier League y la English Football League.
El Manchester City es el tricampeón defensor, que retuvo el trofeo en 2020, derrotando al Aston Villa en la final en el Wembley Stadium en Londres el 1 de marzo de 2020. Esta es la primera temporada en la que el ganador de la competencia se clasificará para la ronda de play-off de la UEFA Europa Conference League 2021–22 en lugar de la segunda ronda de clasificación de la UEFA Europa League.

## Acceso
Los 92 clubes de la Premier League y la English Football League ingresaron a la Copa EFL de la temporada. El acceso se distribuyó entre las 4 mejores ligas del Sistema de ligas de fútbol de Inglaterra. Durante las dos primeras rondas, el sorteo se regionalizó en clubes del norte y del sur.
En la primera ronda, participaron 22 de los 24 equipos de la Championship y todos los equipos de la League One, y la League Two.
En la siguiente ronda, entraron los dos equipos restantes del campeonato Bournemouth y  Watford (que terminaron 18 y 19 respectivamente en la temporada Premier League 2019-20), y los equipos de la Premier League que no participaron de la Champions League o de la Europa League.
Arsenal, Chelsea, Leicester City, Liverpool, Manchester City, Manchester United y Tottenham Hotspur recibieron pases para la tercera ronda por su participación en competiciones europeas.
|                              | Equipos que entran en esta ronda                                                                              | Equipos que pasan de la ronda anterior | Número de partidos |
| ---------------------------- | --- | -------------------------------------- | ------------------ |
| Primera ronda (70 equipos)   | - 24 equipos de la EFL League Two - 24 equipos de la EFL League One - 22 equipos de la EFL Championship       | - N/A                                  | 35                 |
| Segunda ronda (50 equipos)   | - 2 equipos de la EFL Championship - 13 equipos de Premier League (no involucrados en competiciones europeas) | - 35 ganadores de la primera ronda     | 25                 |
| Tercera ronda (32 equipos)   | - 7 equipos de Premier League (involucrados en competiciones europeas)                                        | - 25 ganadores de la segunda ronda     | 16                 |
| Cuarta ronda (16 equipos)    | | - 16 ganadores de la tercera ronda     | 8                  |
| Cuartos de final (8 equipos) | | - 8 ganadores de la cuarta ronda       | 4                  |
| Semifinal (4 equipos)        | | - 4 ganadores de la quinta ronda       | 2                  |
| Final (2 equipos)            | | - 2 ganadores de la semifinal          | 1                  |

## Primera Ronda
Un total de 70 equipos jugaron la primera ronda: 24 de la League Two (nivel 4), 24 de la League One (nivel 3), y 22 de la Championship (nivel 2). El sorteo de esta ronda se dividió geográficamente en secciones "norte" y "sur". Los equipos se sortearon contra un equipo de la misma sección. Todos los partidos están programados para jugarse el 5 de septiembre de 2020, sin embargo, es posible que se trasladen a otras fechas debido a que ese fin de semana es una ventana internacional de la FIFA. Paul Merson realizó el sorteo en Sky Sports News el 18 de agosto de 2020.
| 29 de agosto de 2020 | Preston North End (2)                                   | 4–0     | Mansfield Town (4) | Preston                                             |  |
| 15:00 BST            | - Barkhuizen 14' - Maguire 22' - Bauer 29' - Harrop 65' | Reporte |                    | Estadio: Deepdale Asistencia: 0 Árbitro: Ross Joyce |  |

| 29 de agosto de 2020 | Blackburn Rovers (2)                                      | 3–2     | Doncaster Rovers (3)                 | Blackburn                                                    |  |
| 15:00 BST            | - Holtby 30' - Rankin-Costello 72' - Armstrong 81' (pen.) | Reporte | - Okenabirhie 54' (pen.) - Gomes 64' | Estadio: Ewood Park Asistencia: 0 Árbitro: Anthony Backhouse |  |

| 29 de agosto de 2020                                                               | Stoke City (2) | 0–0 (5–4 p)                                                         | Blackpool (3) | Stoke-on-Trent                                              |  |
| 15:00 BST                                                                          |                | Reporte                                                             |               | Estadio: bet365 Stadium Asistencia: 0 Árbitro: James Adcock |  |
|                                                                                    |                | Penaltis                                                            |               |                                                             |  |
| - McClean - Campbell - Clucas - Thompson - Fletcher - Martins Indi - Oakley-Boothe |                | - Sarkic - Hamilton - Anderson - Robson - Kaikai - Husband - Turton |               |                                                             |  |

| 29 de agosto de 2020                 | Stevenage (4)                         | 3–3 (1–3 p)                | Portsmouth (3)                           | Stevenage                                                 |  |
| 15:00 BST                            | - List 9' - Carter 10' - Cuthbert 29' | Reporte                    | - Curtis 21' - Evans 45+2' - Marquis 51' | Estadio: Broadhall Way Asistencia: 0 Árbitro: Sam Purkiss |  |
|                                      |                                       | Penaltis                   |                                          |                                                           |  |
| - Effiong - Newton - Osborne - Coker |                                       | - Marquis - Curtis - Brown |                                          |                                                           |  |

| 4 de septiembre de 2020 | Middlesbrough (2)                                 | 4–3     | Shrewsbury Town (3)                  | Middlesbrough                                                       |  |
| 17:30 BST               | - Johnson 21' - Fletcher 31', 53' - Tavernier 65' | Reporte | - High 13' - Cummings 60' - Pyke 73' | Estadio: Riverside Stadium Asistencia: 0 Árbitro: Michael Salisbury |  |

| 4 de septiembre de 2020              | Burton Albion (3) | 1–1 (4–2 p)                               | Accrington Stanley (3) | Burton upon Trent                                           |  |
| 19:30 BST                            | - Akins 32'       | Reporte                                   | - Burgess 82'          | Estadio: Pirelli Stadium Asistencia: 0 Árbitro: Andy Haines |  |
|                                      |                   | Penaltis                                  |                        |                                                             |  |
| - Akins - Hemmings - Quinn - Eardley |                   | - Pritchard - Butcher - Sangare - Charles |                        |                                                             |  |

| 5 de septiembre de 2020                         | Derby County (2) | 0–0 (3–2 p)                                        | Barrow (4) | Derby                                                           |  |
| 12:00 BST                                       |                  | Reporte                                            |            | Estadio: Pride Park Stadium Asistencia: 0 Árbitro: Oliver Yates |  |
|                                                 |                  | Penaltis                                           |            |                                                                 |  |
| - Evans - Marriott - Bird - Shinnie - Whittaker |                  | - Angus - Beadling - Hardcastle - Biggins - Hindle |            |                                                                 |  |

| 5 de septiembre de 2020 | Plymouth Argyle (3)                    | 3–2     | Queens Park Rangers (2)  | Plymouth                                                  |  |
| 12:30 BST               | - Edwards 32' - Mayor 55' - Nouble 78' | Reporte | - Manning 2' - Kakay 57' | Estadio: Home Park Asistencia: 0 Árbitro: Anthony Coggins |  |

| 5 de septiembre de 2020 | Crawley Town (4) | 1–3     | Millwall (2)                                      | Crawley                                                       |  |
| 13:00 BST               | - Ashford 33'    | Reporte | - Malone 14' - Tunnicliffe 31' (a.g.) - Smith 59' | Estadio: Broadfield Stadium Asistencia: 0 Árbitro: David Rock |  |

| 5 de septiembre de 2020 | Gillingham (3) | 1–0     | Southend United (4) | Gillingham                                                        |  |
| 13:00 BST               | - Ogilvie 27'  | Reporte |                     | Estadio: Priestfield Stadium Asistencia: 0 Árbitro: Chris Pollard |  |

| 5 de septiembre de 2020 | Bristol City (2)             | 2–0     | Exeter City (4) | Bristol                                                     |  |
| 14:00 BST               | - Paterson 35' - Semenyo 83' | Reporte |                 | Estadio: Ashton Gate Asistencia: 0 Árbitro: Chris Sarginson |  |

| 5 de septiembre de 2020             | Walsall (4) | 0–0 (2–4 p)                         | Sheffield Wednesday (2) | Walsall                                                     |  |
| 14:15                               |             | Reporte                             |                         | Estadio: Bescot Stadium Asistencia: 0 Árbitro: Peter Wright |  |
|                                     |             | Penaltis                            |                         |                                                             |  |
| - Holden - Gordon - Adebayo - Bates |             | - Bannan - Windass - Harris - Brown |                         |                                                             |  |

| 5 de septiembre de 2020                                                                       | Tranmere Rovers (4) | 1–1 (7–8 p)                                                                                    | Harrogate Town (4) | Birkenhead                                             |  |
| 15:00 BST                                                                                     | - Vaughan 64'       | Reporte                                                                                        | - Kerry 69'        | Estadio: Prenton Park Asistencia: 0 Árbitro: Tom Nield |  |
|                                                                                               |                     | Penaltis                                                                                       |                    |                                                        |  |
| - Vaughan - Khan - Banks - Macdonald - Spearing - Morris - Payne - Clarke - O'Connor - Monthé |                     | - Thomson - Stead - Muldoon - Beck - Burrell - Smith - Hall - Fallowfield - Kerry - Falkingham |                    |                                                        |  |

| 5 de septiembre de 2020 | Crewe Alexandra (3) | 1–2     | Lincoln City (3)           | Crewe                                                    |  |
| 15:00 BST               | - Sass-Davies 55'   | Reporte | - Hopper 52' - Montsma 66' | Estadio: Gresty Road Asistencia: 0 Árbitro: Scott Oldham |  |

| 5 de septiembre de 2020 | Huddersfield Town (2) | 0–1     | Rochdale (3)    | Huddersfield                                 |  |
| 15:00 BST               |                       | Reporte | - O'Connell 51' | Estadio: Kirklees Stadium Árbitro: Ben Toner |  |

| 5 de septiembre de 2020 | Bolton Wanderers (4) | 1–2     | Bradford City (4)           | Horwich                                                                 |  |
| 15:00 BST               | - Sarcevic 47'       | Reporte | - Novak 26' - Pritchard 75' | Estadio: University of Bolton Stadium Asistencia: 0 Árbitro: Martin Coy |  |

| 5 de septiembre de 2020 | Fleetwood Town (3)            | 3–2     | Wigan Athletic (3)      | Fleetwood                                                         |  |
| 15:00 BST               | - Evans 41', 77' - Morris 64' | Reporte | - Garner 2', 31' (pen.) | Estadio: Highbury Stadium Asistencia: 0{ Árbitro: Seb Stockbridge |  |

| 5 de septiembre de 2020                          | Grimsby Town (4) | 1–1 (3–4 p)                                           | Morecambe (4) | Cleethorpes                                                    |  |
| 15:00 BST                                        | - Green 35'      | Reporte                                               | - Phillips 7' | Estadio: Blundell Park Asistencia: 0 Árbitro: Graham Salisbury |  |
|                                                  |                  | Penaltis                                              |               |                                                                |  |
| - Pollock - Tilley - Preston - Edwards - McKeown |                  | - Kenyon - McAlinden - Hendrie - Pringle - O'Sullivan |               |                                                                |  |

| 5 de septiembre de 2020 | Scunthorpe United (4) | 1–2     | Port Vale (4)                  | Scunthorpe                                              |  |
| 15:00 BST               | - Loft 69'            | Reporte | - Mills 45+5' - Robinson 90+3' | Estadio: Glanford Park Asistencia: 0 Árbitro: Neil Hair |  |

| 5 de septiembre de 2020                 | Sunderland (3) | 0–0 (4–5 p)                                               | Hull City (3) | Sunderland                                                      |  |
| 15:00 BST                               |                | Reporte                                                   |               | Estadio: Stadium of Light Asistencia: 0 Árbitro: Thomas Bramall |  |
|                                         |                | Penaltis                                                  |               |                                                                 |  |
| - Grigg - Power - O'Nien - Gooch - Wyke |                | - Wilks - Smallwood - Samuelsen - Honeyman - Lewis-Potter |               |                                                                 |  |

| 5 de septiembre de 2020                       | Salford City (4)       | 1–1 (4–2 p)                            | Rotherham United (2) | Salford                                                |  |
| 15:00 BST                                     | - Henderson 84' (pen.) | Reporte                                | - Crooks 90+6'       | Estadio: Moor Lane Asistencia: 0 Árbitro: James Oldham |  |
|                                               |                        | Penaltis                               |                      |                                                        |  |
| - Touray - Henderson - Gibson - Thomas-Asante |                        | - Vassell - Ladapo - Sadlier - Mattock |                      |                                                        |  |

| 5 de septiembre de 2020 | Barnsley (2)  | 1–0     | Nottingham Forest (2) | Barnsley                                             |  |
| 15:00 BST               | - Woodrow 49' | Reporte |                       | Estadio: Oakwell Asistencia: 0 Árbitro: Marc Edwards |  |

| 5 de septiembre de 2020 | Oldham Athletic (4)                     | 3–0     | Carlisle United (4) | Oldham                                                     |  |
| 15:00 BST               | - Garrity 29' - Grant 37' - McAleny 89' | Reporte |                     | Estadio: Boundary Park Asistencia: 0 Árbitro: Carl Boyeson |  |

| 5 de septiembre de 2020 | Swindon Town (3) | 1–3     | Charlton Athletic (3)                | Swindon                                                      |  |
| 15:00 BST               | - Smith 64'      | Reporte | - Bonne 36' - Barker 74' - Aneke 90' | Estadio: County Ground Asistencia: 0 Árbitro: Brett Huxtable |  |

| 5 de septiembre de 2020 | Forest Green Rovers (4) | 1–2     | Leyton Orient (4)             | Nailsworth                                               |  |
| 15:00 BST               | - Happe 23' (a.g.)      | Reporte | - Johnson 49' - Wilkinson 52' | Estadio: The New Lawn Asistencia: 0 Árbitro: Craig Hicks |  |

| 5 de septiembre de 2020 | Milton Keynes Dons (3) | 0–1     | Coventry City (2) | Milton Keynes                                            |  |
| 15:00 BST               |                        | Reporte | - Walker 82'      | Estadio: Stadium MK Asistencia: 0 Árbitro: Trevor Kettle |  |

| 5 de septiembre de 2020 | Peterborough United (3) | 0–1     | Cheltenham Town (4) | Peterborough                                                   |  |
| 15:00 BST               |                         | Reporte | - Sercombe 59'      | Estadio: London Road Stadium Asistencia: 0 Árbitro: Alan Young |  |

| 5 de septiembre de 2020 | Northampton Town (3)                     | 3–0     | Cardiff City (2) | Northampton                                                       |  |
| 15:00 BST               | - Smith 33' - Warburton 49' - Watson 59' | Reporte |                  | Estadio: Sixfields Stadium Asistencia: 0 Árbitro: Darren Drysdale |  |

| 5 de septiembre de 2020 | Luton Town (2)                   | 3–1     | Norwich City (2) | Luton                                                      |  |
| 15:00 BST               | - Collins 79' (pen.), 83', 90+5' | Reporte | - Dowell 81'     | Estadio: Kenilworth Road Asistencia: 0 Árbitro: John Busby |  |

| 5 de septiembre de 2020 | Birmingham City (2) | 0–1     | Cambridge United (4) | Birmingham                                                |  |
| 15:00 BST               |                     | Reporte | - Cundy 18'          | Estadio: St Andrew's Asistencia: 0 Árbitro: Leigh Doughty |  |

| 5 de septiembre de 2020 | Newport County (4) | 2–0     | Swansea City (2) | Newport                                                     |  |
| 15:00 BST               | - Abrahams 7', 45' | Reporte |                  | Estadio: Rodney Parade Asistencia: 0 Árbitro: Kevin Johnson |  |

| 5 de septiembre de 2020                        | Oxford United (3) | 1–1 (4–3 p)                                               | AFC Wimbledon (3)   | Oxford                                                    |  |
| 15:00 BST                                      | - Brannagan 63'   | Reporte                                                   | - Taylor 68' (a.g.) | Estadio: Kassam Stadium Asistencia: 0 Árbitro: Lee Swabey |  |
|                                                |                   | Penaltis                                                  |                     |                                                           |  |
| - Forde - McGuane - Henry - Taylor - Brannagan |                   | - O'Neill - Reilly - Guinness-Walker - Alexander - Pigott |                     |                                                           |  |

| 5 de septiembre de 2020 | Reading (2)                  | 3–1     | Colchester United (4) | Reading                                                       |  |
| 15:00 BST               | - Lucas João 45+1', 56', 75' | Reporte | - Brown 37'           | Estadio: Madejski Stadium Asistencia: 0 Árbitro: Joshua Smith |  |

| 5 de septiembre de 2020 | Ipswich Town (3)                | 3–0     | Bristol Rovers (3) | Ipswich                                                  |  |
| 15:00 BST               | - Sears 29', 68' - Chambers 44' | Reporte |                    | Estadio: Portman Road Asistencia: 0 Árbitro: Will Finnie |  |

| 6 de septiembre de 2020                     | Brentford (2) | 1–1 (4–2 p)                             | Wycombe Wanderers (2) | Brentford, Londres                                                             |  |
| 12:00 BST                                   | - Pinnock 32' | Reporte                                 | - Horgan 76'          | Estadio: Brentford Community Stadium Asistencia: 0 Árbitro: Charles Breakspear |  |
|                                             |               | Penaltis                                |                       |                                                                                |  |
| - Toney - Žambůrek - Jensen - Canós - Forss |               | - Jacobson - Freeman - Horgan - Kashket |                       |                                                                                |  |

## Segunda Ronda
Un total de 50 equipos jugarán en la segunda ronda, incluidos Bournemouth y Watford de la Championship, así como los clubes de la Premier League que no participan en la competencia europea. El sorteo fue realizado el 6 de septiembre de 2020 por Phil Babb. Las eliminatorias se jugarán la semana que comienza el 14 de septiembre de 2020.
| 15 de septiembre de 2020                        | Gillingham (3)        | 1–1 (5–4 p)                               | Coventry City (2) | Gillingham                                                      |  |
| 18:00 BST                                       | - Graham 90+4' (pen.) | Reporte                                   | - Biamou 61'      | Estadio: Priestfield Stadium Asistencia: 0 Árbitro: Craig Hicks |  |
|                                                 |                       | Penaltis                                  |                   |                                                                 |  |
| - Ogilvie - Graham - Robertson - Mellis - Coyle |                       | - Walker - Biamou - Sheaf - Rose - Eccles |                   |                                                                 |  |

| 15 de septiembre de 2020 | Middlesbrough (2) | 0–2     | Barnsley (2)                 | Middlesbrough                                                       |  |
| 18:00 BST                |                   | Reporte | - Schmidt 22' - Williams 34' | Estadio: Riverside Stadium Asistencia: 0 Árbitro: Anthony Backhouse |  |

| 15 de septiembre de 2020 | Millwall (2)                            | 3–1     | Cheltenham Town (4) | Bermondsey, Londres                                |  |
| 18:00 BST                | - Leonard 19' - Mahoney 49' - Smith 62' | Reporte | - Azaz 69'          | Estadio: The Den Asistencia: 0 Árbitro: John Busby |  |

| 15 de septiembre de 2020 | Reading (2) | 0–1     | Luton Town (2) | Reading                                                             |  |
| 18:00 BST                |             | Reporte | - Clark 24'    | Estadio: Madejski Stadium Asistencia: 0 Árbitro: Charles Breakspear |  |

| 15 de septiembre de 2020 | Derby County (2) | 1–2     | Preston North End (2)                   | Derby                                                          |  |
| 18:30 BST                | - Knight 51'     | Reporte | - Barkhuizen 79' - Johnson 90+2' (pen.) | Estadio: Pride Park Stadium Asistencia: 0 Árbitro: Andy Davies |  |

| 15 de septiembre de 2020 | Bradford City (4) | 0–5     | Lincoln City (3)                                                        | Bradford                                                       |  |
| 19:00 BST                |                   | Reporte | - French 4' (a.g.) - Scully 6' - Montsma 29' - Jones 41' - Morton 90+3' | Estadio: Valley Parade Asistencia: 0 Árbitro: Geoff Eltringham |  |

| 15 de septiembre de 2020 | Fleetwood Town (3)        | 2–1     | Port Vale (4)   | Fleetwood                                                   |  |
| 19:00 BST                | - Madden 14' - Morris 75' | Reporte | - Whitehead 49' | Estadio: Highbury Stadium Asistencia: 0 Árbitro: Ross Joyce |  |

| 15 de septiembre de 2020 | Newport County (4) | 1–0     | Cambridge United (4) | Newport                                                  |  |
| 19:00 BST                | - Twine 80'        | Reporte |                      | Estadio: Rodney Parade Asistencia: 0 Árbitro: Lee Swabey |  |

| 15 de septiembre de 2020 | Oxford United (3) | 1–1 (0–3 p)             | Watford (2) | Oxford                                                       |  |
| 19:00 BST                | - Hall 26'        | Reporte                 | - Sema 89'  | Estadio: Kassam Stadium Asistencia: 0 Árbitro: Leigh Doughty |  |
|                          |                   | Penaltis                |             |                                                              |  |
| - Forde - McGuane - Hall |                   | - Sema - Quina - Perica |             |                                                              |  |

| 15 de septiembre de 2020 | Newcastle United (1) | 1–0     | Blackburn Rovers (2) | Newcastle upon Tyne                                           |  |
| 19:30 BST                | - Fraser 35'         | Reporte |                      | Estadio: St James' Park Asistencia: 0 Árbitro: Jarred Gillett |  |

| 15 de septiembre de 2020 | West Ham United (1)              | 3–0     | Charlton Athletic (3) | Stratford, Londres                                            |  |
| 19:30 BST                | - Haller 22', 26' - Anderson 80' | Reporte |                       | Estadio: London Stadium Asistencia: 0 Árbitro: Andre Marriner |  |

| 15 de septiembre de 2020                                                                                          | Bournemouth (2) | 0–0 (11–10 p) | Crystal Palace (1) | Bournemouth                                             |  |
| 19:45 BST |                 | Reporte |                    | Estadio: Dean Court Asistencia: 0 Árbitro: Keith Stroud |  |
| |                 | Penaltis |                    |                                                         |  |
| - Brooks - Surridge - Billing - Kelly - Solanke - Simpson - Gosling - Lerma - Ofoborh - Zemura - Begović - Brooks |                 | - Milivojević - Batshuayi - Townsend - Eze - Ayew - Meyer - Sakho - Kelly - Inniss - Jach - Hennessey - Milivojević |                    |                                                         |  |

| 15 de septiembre de 2020 | Burton Albion (3) | 1–3     | Aston Villa (1)                            | Burton upon Trent                                               |  |
| 19:45 BST                | - Daniel 2'       | Reporte | - Watkins 39' - Grealish 88' - Davis 90+4' | Estadio: Pirelli Stadium Asistencia: 0 Árbitro: Oliver Langford |  |

| 15 de septiembre de 2020 | Leyton Orient (4)                          | 3–2     | Plymouth Argyle (3)      | Leyton                                                     |  |
| 19:45 BST                | - Dennis 55' - McAnuff 74' - Johnson 90+3' | Reporte | - Camara 19' - Watts 34' | Estadio: Brisbane Road Asistencia: 0 Árbitro: Joshua Smith |  |

| 15 de septiembre de 2020 | Morecambe (4) | 1–0     | Oldham Athletic (4) | Morecambe                                             |  |
| 19:45 BST                | - Wildig 22'  | Reporte |                     | Estadio: Globe Arena Asistencia: 0 Árbitro: Ben Toner |  |

| 15 de septiembre de 2020 | Rochdale (3) | 0–2     | Sheffield Wednesday (2)      | Rochdale                                                         |  |
| 19:45 BST                |              | Reporte | - Kachunga 54' - Windass 80' | Estadio: Spotland Stadium Asistencia: 0 Árbitro: Seb Stockbridge |  |

| 16 de septiembre de 2020 | West Bromwich Albion (1)                      | 3–0     | Harrogate Town (4) | West Bromwich                                                |  |
| 18:00 BST                | - Harper 18' - Robson-Kanu 22' - Robinson 77' | Reporte |                    | Estadio: The Hawthorns Asistencia: 0 Árbitro: Thomas Bramall |  |

| 16 de septiembre de 2020 | Ipswich Town (3) | 0–1     | Fulham (1)     | Ipswich                                                      |  |
| 19:00 BST                |                  | Reporte | - Mitrović 38' | Estadio: Portman Road Asistencia: 0 Árbitro: Dean Whitestone |  |

| 16 de septiembre de 2020                                                                                 | Leeds United (1) | 1–1 (8–9 p)                                                                                | Hull City (3) | Leeds                                                  |  |
| 19:45 BST                                                                                                | - Alioski 90+3'  | Reporte                                                                                    | - Wilks 5'    | Estadio: Elland Road Asistencia: 0 Árbitro: David Webb |  |
| |                  | Penaltis                                                                                   |               |                                                        |  |
| - Rodrigo - Alioski - Roberts - Poveda-Ocampo - Douglas - Struijk - Davis - Gotts - Casilla - Shackleton |                  | - Docherty - Jones - Coyle - Scott - Mayer - Elder - McLoughlin - Chadwick - Batty - Jones |               |                                                        |  |

| 16 de septiembre de 2020 | Bristol City (2)                            | 4–0     | Northampton Town (3) | Bristol                                                           |  |
| 19:45 BST                | - Martin 43' - Palmer 48' 88' - Semenyo 82' | Reporte |                      | Estadio: Ashton Gate Stadium Asistencia: 0 Árbitro: Kevin Johnson |  |

| 16 de septiembre de 2020 | Southampton (1) | 0–2     | Brentford (2)                       | Southampton                                                   |  |
| 19:45 BST                |                 | Reporte | - Nørgaard 40' - Josh Dasilva 45+1' | Estadio: St Mary's Stadium Asistencia: 0 Árbitro: John Brooks |  |

| 16 de septiembre de 2020 | Everton (1)                                         | 3–0     | Salford City (4) | Liverpool                                                  |  |
| 20:15 BST                | - Keane 8' - Sigurðsson 74' - Moise Kean 87' (pen.) | Reporte |                  | Estadio: Goodison Park Asistencia: 0 Árbitro: Marc Edwards |  |

| 17 de septiembre de 2020                     | Burnley (1) | 1–1 (5–4 p)                                   | Sheffield United (1) | Burnley                                                |  |
| 17:30 BST                                    | - Vydra 67' | Reporte                                       | - McGoldrick 4'      | Estadio: Turf Moor Asistencia: 0 Árbitro: Paul Tierney |  |
|                                              |             | Penaltis                                      |                      |                                                        |  |
| - Wood - Vydra - Brownhill - Pieters - Brady |             | - Norwood - McBurnie - Sharp - Berge - Osborn |                      |                                                        |  |

| 17 de septiembre de 2020 | Wolverhampton Wanderers (1) | 0–1     | Stoke City (2) | Wolverhampton                                                 |  |
| 19:00 BST                |                             | Reporte | - Brown 86'    | Estadio: Molineux Stadium Asistencia: 0 Árbitro: Simon Hooper |  |

| 17 de septiembre de 2020 | Brighton & Hove Albion (1)                                         | 4–0     | Portsmouth (3) | Brighton                                                    |  |
| 19:45 BST                | - Mac Allister 38' - Jahanbakhsh 54' - Bernardo 57' - Gyökeres 71' | Reporte |                | Estadio: Falmer Stadium Asistencia: 0 Árbitro: Matt Donohue |  |

## Tercera ronda
Un total de 32 equipos jugarán en esta ronda. Arsenal, Chelsea, Leicester City, Liverpool, Manchester City, Manchester United, y Tottenham Hotspur entrarán en esta ronda por su clasificación europea y se unirán a los 25 ganadores de la segunda ronda. El sorteo fue realizado el 6 de septiembre de 2020 por Phil Babb. Las eliminatorias se jugarán la semana que comienza el 21 de septiembre de 2020.
Programado inicialmente para el 22 de septiembre, el partido entre Leyton Orient y Tottenham Hotspur fue pospuesto después de que varios jugadores del Orient dieran positivo. El 25 de septiembre, fue confirmado que el Tottenham recibirá el bye a la cuarta ronda, debido a la incapacidad del Orient para cumplir la fecha.
| 22 de septiembre de 2020 | Newport County (4)                              | 3–1     | Watford (2)            | Newport                                                          |  |
| 19:00 BST                | - Abrahams 18' (pen.) - Labadie 28' - Amond 65' | Reporte | - Peñaranda 54' (pen.) | Estadio: Rodney Parade Asistencia: 0 Árbitro: Charles Breakspear |  |

| 22 de septiembre de 2020                             | West Bromwich Albion (1)            | 2–2 (4–5 p)                                 | Brentford (2)                      | West Bromwich                                                |  |
| 19:00 BST                                            | - Robson-Kanu 56' (pen.) 66' (pen.) | Reporte                                     | - Marcondes 58' - Forss 73' (pen.) | Estadio: The Hawthorns Asistencia: 0 Árbitro: Darren England |  |
|                                                      |                                     | Penaltis                                    |                                    |                                                              |  |
| - Austin - Gallagher - Edwards - Townsend - Diangana |                                     | - Toney - Dasilva - Fosu - Forss - Nørgaard |                                    |                                                              |  |

| 22 de septiembre de 2020 | West Ham United (1)                                              | 5–1     | Hull City (3) | Londres                                                     |  |
| 19:30 BST                | - Snodgrass 18' - Haller 45' 90+1' - Yarmolenko 56' (pen.) 90+2' | Reporte |               | Estadio: London Stadium Asistencia: 0 Árbitro: Simon Hooper |  |

| 22 de septiembre de 2020 | Luton Town (2) | 0–3     | Manchester United (1)                              | Luton                                                        |  |
| 20:15 BST                |                | Reporte | - Mata 44' (pen.) - Rashford 88' - Greenwood 90+2' | Estadio: Kenilworth Road Asistencia: 0 Árbitro: Tim Robinson |  |

| 23 de septiembre de 2020 | Fulham (1)                       | 2–0     | Sheffield Wednesday (2) | Fulham, Londres                                          |  |
| 19:00 BST                | - Kamara 9' - Decordova-Reid 32' | Reporte |                         | Estadio: Craven Cottage Asistencia: 0 Árbitro: Lee Mason |  |

| 23 de septiembre de 2020 | Millwall (2) | 0–2     | Burnley (1)                   | Bermondsey, Londres                                 |  |
| 19:00 BST                |              | Reporte | - Brownhill 45' - Vydra 90+3' | Estadio: The Den Asistencia: 0 Árbitro: Andy Davies |  |

| 23 de septiembre de 2020 | Preston North End (2) | 0–2     | Brighton & Hove Albion (1)           | Preston                                               |  |
| 19:00 BST                |                       | Reporte | - Jahanbakhsh 57' - Mac Allister 75' | Estadio: Deepdale Asistencia: 0 Árbitro: Steve Martin |  |

| 23 de septiembre de 2020 | Stoke City (2) | 1–0     | Gillingham (3) | Stoke-on-Trent                                            |  |
| 19:00 BST                | - Campbell 37' | Reporte |                | Estadio: Bet365 Stadium Asistencia: 0 Árbitro: David Webb |  |

| 23 de septiembre de 2020 | Chelsea (1)                                                    | 6–0     | Barnsley (2) | Fulham, Londres                                             |  |
| 19:45 BST                | - Abraham 19' - Havertz 28' 55' 65' - Barkley 49' - Giroud 83' | Reporte |              | Estadio: Stamford Bridge Asistencia: 0 Árbitro: Darren Bond |  |

| 23 de septiembre de 2020 | Fleetwood Town (3)      | 2–5     | Everton (1)                                                  | Fleetwood                                                       |  |
| 19:45 BST                | - Duffy 48' - Camps 58' | Reporte | - Richarlison 22' 34' - Iwobi 49' - Bernard 73' - Kean 90+4' | Estadio: Highbury Stadium Asistencia: 0 Árbitro: Jeremy Simpson |  |

| 23 de septiembre de 2020 | Leicester City (1) | 0–2     | Arsenal (1)                      | Leicester                                                       |  |
| 19:45 BST                |                    | Reporte | - Fuchs 57' (a.g.) - Nketiah 90' | Estadio: King Power Stadium Asistencia: 0 Árbitro: Peter Bankes |  |

| 23 de septiembre de 2020 | Morecambe (4) | 0–7     | Newcastle United (1)                                                                                | Morecambe                                                   |  |
| 19:45 BST                |               | Reporte | - Joelinton 5' 31' - Almirón 20' - Murphy 27' - Hayden 45+2' - Lascelles 51' - Lavelle 90+1' (a.g.) | Estadio: Globe Arena Asistencia: 0 Árbitro: Darren Drysdale |  |

| 24 de septiembre de 2020 | Bristol City (2) | 0–3     | Aston Villa (1)                           | Bristol                                                             |  |
| 19:00 BST                |                  | Reporte | - El Ghazi 11' - Traoré 14' - Watkins 73' | Estadio: Ashton Gate Stadium Asistencia: 0 Árbitro: James Linington |  |

| 24 de septiembre de 2020 | Lincoln City (3)         | 2–7     | Liverpool (1)                                                            | Lincoln                                                     |  |
| 19:45 BST                | - Edun 60' - Montsma 66' | Reporte | - Shaqiri 9' - Minamino 18' 46' - Jones 32' 36' - Grujić 65' - Origi 89' | Estadio: Sincil Bank Asistencia: 0 Árbitro: Tony Harrington |  |

| 24 de septiembre de 2020 | Manchester City (1)     | 2–1     | Bournemouth (2) | Manchester                                                   |  |
| 19:45 BST                | - Delap 18' - Foden 75' | Reporte | - Surridge 22'  | Estadio: Etihad Stadium Asistencia: 0 Árbitro: Jonathan Moss |  |

| Cancelado | Leyton Orient (4) | W/O | Tottenham Hotspur (1) | Leyton                 |
|           |                   |     |                       | Estadio: Brisbane Road |

## Cuarta Ronda
Un total de 16 equipos jugarán esta ronda. El sorteo fue realizado el 17 de septiembre de 2020 por Laura Woods y Lee Hendrie y transmitido en vivo por Sky Sports. Los partidos se jugaron en la semana comenzada por el 28 de septiembre de 2020.
| 29 de septiembre de 2020                        | Tottenham Hotspur (1) | 1–1 (5–4 p)                                          | Chelsea (1) | Londres                                                             |  |
| 19:45 BST                                       | Lamela 83'            | Reporte                                              | Werner 19'  | Estadio: Tottenham Hotspur Stadium Asistencia: 0 Árbitro: Lee Mason |  |
|                                                 |                       | Penaltis                                             |             |                                                                     |  |
| - Dier - Lamela - Højbjerg - Lucas Moura - Kane |                       | - Abraham - Azpilicueta - Jorginho - Emerson - Mount |             |                                                                     |  |

| 30 de septiembre de 2020                                   | Newport County (4) | 1–1 (4–5 p)                                                 | Newcastle United (1) | Newport                                                   |  |
| 17:30 BST                                                  | - Abrahams 5'      | Reporte                                                     | - Shelvey 87'        | Estadio: Rodney Parade Asistencia: 0 Árbitro: John Brooks |  |
|                                                            |                    | Penaltis                                                    |                      |                                                           |  |
| - Demetriou - Abrahams - Sheehan - Taylor - Dolan - Cooper |                    | - Wilson - Joelinton - Schär - Shelvey - Murphy - Longstaff |                      |                                                           |  |

| 30 de septiembre de 2020 | Burnley (1) | 0–3     | Manchester City (1)             | Burnley                                               |  |
| 19:00 BST                |             | Reporte | - Sterling 35' 49' - Torres 65' | Estadio: Turf Moor Asistencia: 0 Árbitro: Andy Madley |  |

| 30 de septiembre de 2020 | Brighton & Hove Albion (1) | 0–3     | Manchester United (1)                  | Brighton                                                    |  |
| 19:45 BST                |                            | Reporte | - McTominay 44' - Mata 73' - Pogba 80' | Estadio: Falmer Stadium Asistencia: 0 Árbitro: Graham Scott |  |

| 30 de septiembre de 2020 | Everton (1)                                   | 4–1     | West Ham (1)    | Liverpool                                                    |  |
| 19:45 BST                | - Calvert-Lewin 11' 78' 84' - Richarlison 56' | Reporte | - Snodgrass 46' | Estadio: Goodison Park Asistencia: 0 Árbitro: Darren England |  |

| 1 de octubre de 2020 | Brentford (2)                  | 3–0     | Fulham (1) | Brentford, Londres                                                        |  |
| 17:30 BST            | - Forss 37' - Benrahma 62' 77' | Reporte |            | Estadio: Brentford Community Stadium Asistencia: 0 Árbitro: Jonathan Moss |  |

| 1 de octubre de 2020 | Aston Villa (1) | 0–1     | Stoke City (2) | Birmingham                                              |  |
| 19:00 BST            |                 | Reporte | - Vokes 26'    | Estadio: Villa Park Asistencia: 0 Árbitro: Robert Jones |  |

| 1 de octubre de 2020                                     | Liverpool (1) | 0–0 (4–5 p)                                                            | Arsenal (1) | Liverpool                                            |  |
| 19:45 BST                                                |               | Reporte                                                                |             | Estadio: Anfield Asistencia: 0 Árbitro: Kevin Friend |  |
|                                                          |               | Penaltis                                                               |             |                                                      |  |
| - Milner - Wijnaldum - Minamino - Origi - Jones - Wilson |               | - Lacazette - Cédric Soares - Elneny - Maitland-Niles - Pépé - Willock |             |                                                      |  |

## Cuartos de final
Un total de 8 equipos jugaron esta ronda. El sorteo se realizó el 1 de octubre de 2020 por Jamie Redknapp y fue transmitido en vivo por Sky Sports. Los partidos se jugaron en la semana comenzada por el 21 de diciembre de 2020.
| 22 de diciembre de 2020 | Brentford (2) | 1–0     | Newcastle (1) | Brentford, Londres                                                       |  |
| 17:30 BST               | - Dasilva 66' | Reporte |               | Estadio: Brentford Community Stadium Asistencia: 0 Árbitro: Robert Jones |  |

| 22 de diciembre de 2020 | Arsenal (1)     | 1–4     | Manchester City (1)                                                     | Islington, Londres                                              |  |
| 20:00 BST               | - Lacazette 32' | Reporte | - Gabriel Jesus 3' - Riyad Mahrez 54' - Foden 59' - Aymeric Laporte 73' | Estadio: Emirates Stadium Asistencia: 0 Árbitro: Stuart Attwell |  |

| 23 de diciembre de 2020 | Stoke City (2) | 1–3     | Tottenham Hotspur (1)              | Stoke-on-Trent                                                |  |
| 17:30 BST               | - Thompson 53' | Reporte | - Bale 22' - Davies 70' - Kane 81' | Estadio: Bet365 Stadium Asistencia: 0 Árbitro: Darren England |  |

| 23 de diciembre de 2020 | Everton (1) | 0–2     | Manchester United (1)        | Liverpool                                                   |  |
| 20:00 BST               |             | Reporte | - Cavani 88' - Martial 90+6' | Estadio: Goodison Park Asistencia: 0 Árbitro: Andrew Madley |  |

## Semifinales
Un total de 4 equipos jugarán esta ronda. El sorteo se realizó el 23 de diciembre de 2020 por Darren Bent y transmitido en vivo por Sky Sports. Esta ronda se jugó a un solo partido como el resto del torneo (en años anteriores, las semifinales eran partidos de ida y vuelta). El equipo del Championship, el Brentford, fue el único club que no pertenecía a la Premier League que participó en esta ronda.
| 5 de enero de 2021 | Tottenham Hotspur (1)   | 2–0     | Brentford (2) | Londres                                                             |  |
| 19:45 BST          | - Sissoko 12' - Son 70' | Reporte |               | Estadio: Tottenham Hotspur Stadium Asistencia: 0 Árbitro: Mike Dean |  |

| 6 de enero de 2021 | Manchester United (1) | 0–2     | Manchester City (1)            | Manchester                                                   |  |
| 19:45 BST          |                       | Reporte | - Stones 50' - Fernandinho 83' | Estadio: Old Trafford Asistencia: 0 Árbitro: Martin Atkinson |  |

## Final
La final se disputó el domingo 25 de abril de 2021 en Wembley.
| 25 de abril de 2021, 16:30 (UTC+1) | Manchester City (1) | 1–0     | Tottenham Hotspur (1) | Estadio Wembley, Londres                               |                                                        |
|                                    | Laporte 82'         | Reporte |                       | Asistencia: 7773 espectadores Árbitro(s): Paul Tierney | Asistencia: 7773 espectadores Árbitro(s): Paul Tierney |

### Ficha
| 13         | Guardameta     | Zack Steffen    |     |
| 2          | Defensa        | Kyle Walker     |     |
| 14         | Defensa        | Aymeric Laporte |     |
| 3          | Defensa        | Rúben Dias      |     |
| 27         | Defensa        | João Cancelo    |     |
| 25         | Centrocampista | Fernandinho     | 84' |
| 17         | Centrocampista | Kevin de Bruyne | 87' |
| 8          | Centrocampista | İlkay Gündoğan  |     |
| 26         | Delantero      | Riyad Mahrez    |     |
| 47         | Delantero      | Phil Foden      |     |
| 7          | Delantero      | Raheem Sterling |     |
| Entrenador | Entrenador     | Pep Guardiola   |     |

| 1          | Guardameta     | Hugo Lloris           |     |
| 24         | Defensa        | Serge Aurier          | 90' |
| 4          | Defensa        | Toby Alderweireld     |     |
| 15         | Defensa        | Eric Dier             |     |
| 3          | Defensa        | Sergio Reguilón       |     |
| 8          | Centrocampista | Harry Winks           |     |
| 5          | Centrocampista | Pierre-Emile Højbjerg | 84' |
| 18         | Centrocampista | Giovanni Lo Celso     | 67' |
| 27         | Delantero      | Lucas Moura           | 67' |
| 10         | Delantero      | Harry Kane            |     |
| 7          | Delantero      | Heung-Min Son         |     |
| Entrenador | Entrenador     | Ryan Mason            |     |

| 16 | Centrocampista | Rodri Hernández | 84' |
| 20 | Centrocampista | Bernardo Silva  | 87' |

| 17 | Centrocampista | Moussa Sissoko  | 67' |
| 9  | Delantero      | Gareth Bale     | 67' |
| 20 | Delantero      | Dele Alli       | 84' |
| 23 | Delantero      | Steven Bergwijn | 90' |

| Anotado | 82' | Aymeric Laporte | 1–0 |

|  |

| Amonestado | 45' | Aymeric Laporte |
| Amonestado | 59' | Fernandinho     |

| Amonestado | 27' | Sergio Reguilón |

| Árbitro             | Paul Tierney           |
| Árbitros asistentes | Lee Betts              |
| Árbitros asistentes | Constantine Hatzidakis |
| Cuarto árbitro      | Peter Bankes           |
| Árbitro VAR         | Andre Marriner         |
| Asistente VAR       | Adrian Holmes          |

| 13         | Guardameta     | Zack Steffen    |     |
| 2          | Defensa        | Kyle Walker     |     |
| 14         | Defensa        | Aymeric Laporte |     |
| 3          | Defensa        | Rúben Dias      |     |
| 27         | Defensa        | João Cancelo    |     |
| 25         | Centrocampista | Fernandinho     | 84' |
| 17         | Centrocampista | Kevin de Bruyne | 87' |
| 8          | Centrocampista | İlkay Gündoğan  |     |
| 26         | Delantero      | Riyad Mahrez    |     |
| 47         | Delantero      | Phil Foden      |     |
| 7          | Delantero      | Raheem Sterling |     |
| Entrenador | Entrenador     | Pep Guardiola   |     |

| 1          | Guardameta     | Hugo Lloris           |     |
| 24         | Defensa        | Serge Aurier          | 90' |
| 4          | Defensa        | Toby Alderweireld     |     |
| 15         | Defensa        | Eric Dier             |     |
| 3          | Defensa        | Sergio Reguilón       |     |
| 8          | Centrocampista | Harry Winks           |     |
| 5          | Centrocampista | Pierre-Emile Højbjerg | 84' |
| 18         | Centrocampista | Giovanni Lo Celso     | 67' |
| 27         | Delantero      | Lucas Moura           | 67' |
| 10         | Delantero      | Harry Kane            |     |
| 7          | Delantero      | Heung-Min Son         |     |
| Entrenador | Entrenador     | Ryan Mason            |     |

| 16 | Centrocampista | Rodri Hernández | 84' |
| 20 | Centrocampista | Bernardo Silva  | 87' |

| 17 | Centrocampista | Moussa Sissoko  | 67' |
| 9  | Delantero      | Gareth Bale     | 67' |
| 20 | Delantero      | Dele Alli       | 84' |
| 23 | Delantero      | Steven Bergwijn | 90' |

| Anotado | 82' | Aymeric Laporte | 1–0 |

|  |

| Amonestado | 45' | Aymeric Laporte |
| Amonestado | 59' | Fernandinho     |

| Amonestado | 27' | Sergio Reguilón |

| Árbitro             | Paul Tierney           |
| Árbitros asistentes | Lee Betts              |
| Árbitros asistentes | Constantine Hatzidakis |
| Cuarto árbitro      | Peter Bankes           |
| Árbitro VAR         | Andre Marriner         |
| Asistente VAR       | Adrian Holmes          |

|                                   |
| Bandera de Inglaterra             |
| Campeón Manchester City 8° título |